# Great White Fleet

La rotta della Great White Fleet durante il suo viaggio intorno al mondo

La Great White Fleet fu una squadra navale statunitense formata da 16 corazzate organizzate in 4 divisioni navali, che fece il giro del mondo tra il 1907 e il 1909. Il suo scopo era quello di dimostrare al Giappone che la Marina degli Stati Uniti avrebbe potuto "portare qualsiasi conflitto navale nelle acque territoriali giapponesi".
Le navi erano dipinte di bianco e questo diede il nome alla squadra; sebbene dovessero dimostrare la potenza navale statunitense, tutte tranne una erano di tipo pre-dreadnought, cioè navi da battaglia policalibro, obsolescenti o addirittura obsolete secondo i criteri dell'epoca, e due di esse, la Maine e la Alabama, dovettero fare rotta per San Francisco per riparazioni e terminarono il viaggio per conto proprio. La flotta era scortata nella fase iniziale da 6 cacciatorpediniere e durante tutto il viaggio vennero accompagnate da una serie di navi appoggio, carboniere e navi rifornimento, che però viaggiavano separatamente dalla squadra da battaglia.

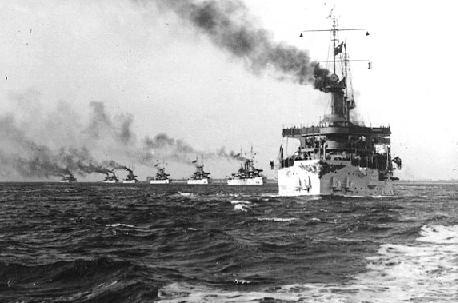
La squadra in linea di fila con la Connecticut in primo piano

Mentre la flotta si trovava in Egitto, giunse la notizia di un terribile terremoto in Sicilia. Due di esse, la Connecticut e la Illinois vennero dirottate su Messina per prestare soccorso alle popolazioni vittime del terremoto del 1908. Successivamente la Scorpion che stazionava ad Istanbul e la Celtic da New York giunsero in soccorso della flotta, arrivano in fretta a Messina, aiutando la Connecticut e Illinois, in modo che potessero continuare la crociera, lasciando Messina il 9 gennaio 1909, la flotta si fermò prima a Napoli poi a Gibilterra, arrivando finalmente a Hampton Roads il 22 febbraio 1909. Lì, il presidente Theodore Roosevelt esaminò la flotta mentre passava in rada.